# آریا جسورو هاسگاوا
آریا جسورو هاسگاوا (به ژاپنی: 長谷川 アーリア ジャスール) (زادهٔ ۲۹ اکتبر ۱۹۸۸ در سایتاما، ژاپن) بازیکن فوتبال ژاپنی _ایرانی است. وی زادهٔ پدری ایرانی و مادری ژاپنی است. 

او در بین سال‌های ۲۰۰۶ تا ۲۰۱۰ عضو تیم زیر ۲۰ سال ژاپن (تیم ملی جوانان ژاپن) بوده‌است و سه بازی انجام و یک گل به ثمر رسانده‌است. وی به دلیل مصدومیت موفق به حضور در جام جهانی جوانان سال ۲۰۰۷ در کانادا نشد.
کارلوس کی‌روش، سرمربی تیم ملی ایران، در نشست خبری خود در ۲۴ آذر ماه سال ۱۳۹۲ اعلام کرد که آریا را زیر نظر گرفته و ممکن است او را به تیم ملی دعوت‌کند.

## حضور در تیم ملی
پس از انتشار خبر دعوت از هاسگاوا به تیم ملی ایران واکنش‌های متفاوتی نسبت به این مسئله در ایران انجام شد. چندی بعد در خبری که تابناک منتشر کرد از درخواست این بازیکن برای همراه داشتن بادیگارد برای حضور در ایران خبر داد. البته این خبر از سوی هیچ مقام رسمی و خود وی تأیید نشد اما سر و صدای زیادی در روزنامه‌ها و سایت‌های خبری ایجاد کرد.
در تاریخ ۱۵ فروردین ۹۳، مربی تیم ملی ژاپن، وی را به اردوی آمادگی تیم ملی ژاپن دعوت کرد.
اما در تاریخ ۲۲ اردیبهشت لیست ۲۳ نفره نهایی تیم ملی فوتبال ژاپن برای حضور در رقابت‌های جام‌جهانی ۲۰۱۴ برزیل اعلام شد که نام آریا در این بین نبود. بایگانی‌شده  در ۱۵ مه ۲۰۱۴ توسط Wayback Machine انتشار این لیست با واکنش ایرانیان در صفحهٔ شخصی او در فیسبوک مواجه شد. اکثریت آنها از این اتفاق عصبانی شدند زیرا معتقد بودند او باید تیم ملی ایران را برای بازی انتخاب می‌کرد.
 بایگانی‌شده  در ۱۵ مه ۲۰۱۴ توسط Wayback Machine

## افتخارات
- بازیکن ماه جی‌لیگ: سپتامبر ۲۰۱۳